# Alan Hale Jr.
Alan Hale Jr. (Los Ángeles, 8 de marzo de 1921-Los Ángeles, 2 de enero de 1990) fue un actor cinematográfico y televisivo estadounidense, conocido principalmente por su papel del Capitán en la popular sitcom televisiva La isla de Gilligan.

## Inicios
Su nombre completo era Alan Hale Mackahan, y nació en Los Ángeles, California. Su padre era el actor de carácter Alan Hale Sr., y su madre la actriz del cine mudo Gretchen Hartman (1897-1979). Tras fallecer su padre en 1950, Hale dejó de utilizar "Junior" en su nombre.
En el transcurso de la Segunda Guerra Mundial, Hale estuvo alistado en los Guardacostas de los Estados Unidos. 

## Carrera
Los primeros papeles de importancia de Hale llegaron formando parte del elenco de actores que trabajaba con Gene Autry. A finales de la década de 1940 e inicios de la de 1950, actuó con frecuencia en películas de Autry y en el programa televisivo The Gene Autry Show. También participó en diversas series televisivas, entre ellas las siguientes: Biff Baker U.S.A.; Frontier, serie western de la NBC en la que fue artista invitado; episodio Passing of Shawnee Bill, de la serie western Wanted: Dead or Alive; Casey Jones (32 episodios en blanco y negro entre 1957 y 1958); Whispering Smith, serie western de Audie Murphy para la NBC; The Andy Griffith Show, en 1962; The New Phil Silvers Show, producción de la CBS en la que actuó en un episodio de la temporada 1963-1964 y como invitado en la serie "The Wild Wild West" en el episodio número 30 "La noche de la muerte de Sabatini" en la que al final hace referencia a retirarse a descansar solo a una isla desierta, en clara alusión al programa "Gilligan".
El trabajo de Hale no se limitó al campo de la comedia. En 1958 fue artista invitado de la serie de aventuras de la NBC Northwest Passage, con Buddy Ebsen. En 1962 hizo lo mismo en un episodio del drama criminal de la ABC Target: The Corruptors!, con Stephen McNally. Junto a Bob Denver (compañero de Hale en Gilligan) trabajó en The Good Guys (1968-70), y además trabajó en tres episodios del show de la ABC La Isla de la Fantasía, a finales de los años setenta e inicios de los ochenta.
A lo largo de su carrera también actuó como actor de carácter en películas como Up Periscope (con James Garner), The Fifth Musketeer, The Lady Takes a Flyer, el film dedicado a carreras de stock car Thunder in Carolina, The Giant Spider Invasion, Hang 'Em High (con Clint Eastwood), The West Point Story (con James Cagney) y The Gunfighter (con Gregory Peck).

## La isla de Gilligan
El Capitán en La isla de Gilligan (1964-1967) fue el papel más destacado de Hale, gracias en buena parte a que el show fue popular entre generaciones posteriores a causa de las reposiciones. La fama del programa encasilló a sus actores, dificultándoles la posibilidad de diversificar sus siguientes actuaciones. Esta dificultad les supuso en algunos casos problemas financieros y rencor al programa. En el caso particular de Hale, este a menudo decía que no le preocupaba su estrecha identificación con el personaje del Capitán y, de hecho, poseía un restaurante en el área de Hollywood (Alan Hale's Lobster Barrel) en el que a menudo recibía a los clientes con su sombrero de Capitán.
Entre 1974 y 1977 se hizo una nueva versión de la serie en dibujos animados titulada The New Adventures of Gilligan, y en 1978 se reunió el elenco original para rodar el telefilme Rescue From Gilligan's Island. Hale interpretó al Capitán en dos telefilmes más en 1979 y 1981, y participó en los años ochenta en numerosas reuniones con los actores de la serie. Sus últimas actuaciones como Capitán tuvieron lugar en 1988 en un episodio de la sitcom ALF, y en varios clips de 1989 promocionando reposiciones de La isla de Gilligan en el canal TBS, en ambos casos junto a su viejo amigo Bob Denver. Además hizo un cameo con Denver en el film Back to the Beach.

## Fallecimiento
Residente de Hollywood, California, en sus últimos años, Hale falleció a causa de un cáncer de tiroides en el St. Vincent's Medical Center de Los Ángeles, California, en 1990. Fue incinerado, y sus cenizas esparcidas en el mar.